# Port de Skikda
 (janvier 2018).
Si vous disposez d'ouvrages ou d'articles de référence ou si vous connaissez des sites web de qualité traitant du thème abordé ici, merci de compléter l'article en donnant les références utiles à sa vérifiabilité et en les liant à la section « Notes et références ».
Le port de Skikda est un port de commerce situé à Skikda, et qui comprend deux ports, l'ancien port du mouvement des marchandises qui occupe une superficie de 35 hectares et atteint quatre millions et 500 000 tonnes par an, et le nouveau port pour les matériaux pétroliers. Le nouveau port sur le niveau national et après le port d'Arzew, en plus du port sec.

## Infrastructures
Le port de Skikda dispose de
- une station maritime de 1 200 passagers
- une gare maritime de 500 véhicules
- un quai d'une capacité de 23 millions de tonnes de pétrole
- un quai d'une capacité de 3,7 millions de tonnes de marchandises et de 132 000 conteneurs.

Soit une augmentation en 2017 de 13% par rapport à l'année 2016. Milliards de dinars.

## Accès
- Projet de la Pénétrante de Skikda qui reliera le port à l'Autoroute Est-Ouest[1].